# Жидрунас Ілгаускас
Жидрунас Ілгаускас (лит. Žydrūnas Ilgauskas, нар. 5 червня 1975, Каунас, Литовська РСР, СРСР) — литовський професіональний баскетболіст, що грав на позиції центрового за декілька команд, зокрема за «Клівленд Кавальєрс», яка навіки закріпила за ним ігровий №11. З 2012 року працює у структурі «Клівленда» як консультант.

## Ігрова кар'єра
Професійну кар'єру розпочав 1993 року на батьківщині виступами за команду «Атлетас» (Каунас), за яку грав протягом 3 сезонів.
1996 року був обраний у першому раунді драфту НБА під загальним 20-м номером командою «Клівленд Кавальєрс». Захищав кольори команди з Клівленда протягом наступних 14 сезонів. Перші кілька років супроводжувалися частими травмами. 2003 року взяв участь у матчі всіх зірок НБА. Того ж року клуб задрафтував молодого феномена Леброна Джеймса. Таким чином Ілгаускас, Джеймс та Дрю Гуден утворили основне ядро команди. Взимку 2005 року вдруге взяв участь у матчі всіх зірок НБА.
2007 року допоміг команді досягти фіналу НБА, а 2009 року — фіналу Східної конференції. Влітку 2009 клуб придбав Шакіла О'Ніла, який витіснив Ілгаускаса зі стартового складу. 2 грудня 2009 року вийшов на перше місце в історії «Клівленда» за кількістю зіграних матчів. 
17 лютого 2010 року був обміняний до «Вашингтона», який одразу викупив його контракт, що означало відрахування зі складу. 23 березня повернувся до «Клівленда», підписавши контракт до кінця сезону.
17 липня 2010 року підписав контракт з «Маямі Гіт», якому допоміг дійти до фіналу НБА.
8 березня 2014 року його ігровий номер 11 був виведений з обороту. Таким чином він став третім європейцем, який удостоївся такої честі в НБА, після Дражена Петровича та Владе Діваца.

## Виступи за збірну
1994 року дебютував за збірну Литви під час кваліфікації до Євробаскету 1995. Загалом зіграв за Литву лише у трьох офіційних матчах.

## Статистика виступів в НБА

### Регулярний сезон
| Сезон              | Команда              | GP  | GS  | MPG  | FG%  | 3P%  | FT%   | RPG | APG | SPG | BPG | PPG  |
| ------------------ | -------------------- | --- | --- | ---- | ---- | ---- | ----- | --- | --- | --- | --- | ---- |
| 1997–98            | «Клівленд Кавальєрс» | 82  | 81  | 29.0 | .518 | .250 | .762  | 8.8 | .9  | .6  | 1.6 | 13.9 |
| 1998–99            | «Клівленд Кавальєрс» | 5   | 5   | 34.2 | .509 | .000 | .600  | 8.8 | .8  | .8  | 1.4 | 15.2 |
| 2000–01            | «Клівленд Кавальєрс» | 24  | 24  | 25.7 | .487 | .000 | .679  | 6.7 | .8  | .6  | 1.5 | 11.7 |
| 2001–02            | «Клівленд Кавальєрс» | 62  | 23  | 21.4 | .425 | .000 | .754  | 5.4 | 1.1 | .3  | 1.4 | 11.1 |
| 2002–03            | «Клівленд Кавальєрс» | 81  | 81  | 30.0 | .441 | .000 | .781  | 7.5 | 1.6 | .7  | 1.9 | 17.2 |
| 2003–04            | «Клівленд Кавальєрс» | 81  | 81  | 31.3 | .483 | .286 | .746  | 8.1 | 1.3 | .5  | 2.5 | 15.3 |
| 2004–05            | «Клівленд Кавальєрс» | 78  | 78  | 33.5 | .468 | .286 | .799  | 8.6 | 1.3 | .7  | 2.1 | 16.9 |
| 2005–06            | «Клівленд Кавальєрс» | 78  | 78  | 29.3 | .506 | .000 | .834  | 7.6 | 1.2 | .5  | 1.7 | 15.6 |
| 2006–07            | «Клівленд Кавальєрс» | 78  | 78  | 27.3 | .485 | .000 | .807  | 7.7 | 1.6 | .6  | 1.3 | 11.9 |
| 2007–08            | «Клівленд Кавальєрс» | 73  | 73  | 30.4 | .474 | .000 | .802  | 9.3 | 1.4 | .5  | 1.6 | 14.1 |
| 2008–09            | «Клівленд Кавальєрс» | 65  | 65  | 27.2 | .472 | .385 | .799  | 7.5 | 1.0 | .4  | 1.3 | 12.9 |
| 2009–10            | «Клівленд Кавальєрс» | 64  | 6   | 20.9 | .443 | .478 | .743  | 5.4 | .8  | .2  | .8  | 7.4  |
| 2010–11            | «Маямі Гіт»          | 72  | 51  | 15.9 | .508 | .000 | .783  | 4.0 | .4  | .3  | .8  | 5.0  |
| Усього за кар'єру  | Усього за кар'єру    | 843 | 724 | 27.2 | .476 | .310 | .780  | 7.3 | 1.1 | .5  | 1.6 | 13.0 |
| В іграх усіх зірок | В іграх усіх зірок   | 2   | 0   | 10.5 | .556 | .000 | 1.000 | 3.5 | .5  | .0  | 1.0 | 6.0  |

### Плей-оф
| Сезон             | Команда              | GP | GS | MPG  | FG%  | 3P%  | FT%  | RPG | APG | SPG | BPG | PPG  |
| ----------------- | -------------------- | -- | -- | ---- | ---- | ---- | ---- | --- | --- | --- | --- | ---- |
| 1998              | «Клівленд Кавальєрс» | 4  | 4  | 36.8 | .571 | .000 | .520 | 7.5 | .5  | .5  | 1.3 | 17.3 |
| 2006              | «Клівленд Кавальєрс» | 13 | 13 | 27.2 | .454 | .000 | .750 | 6.3 | .8  | .4  | 2.1 | 10.4 |
| 2007              | «Клівленд Кавальєрс» | 20 | 20 | 32.5 | .492 | .000 | .838 | 9.7 | .9  | .5  | .8  | 12.6 |
| 2008              | «Клівленд Кавальєрс» | 13 | 13 | 30.2 | .479 | .000 | .818 | 7.5 | 1.6 | .4  | 1.1 | 13.1 |
| 2009              | «Клівленд Кавальєрс» | 14 | 14 | 29.1 | .449 | .154 | .636 | 7.8 | 1.2 | .4  | .9  | 10.5 |
| 2010              | «Клівленд Кавальєрс» | 7  | 0  | 9.9  | .385 | .000 | .667 | 1.6 | .4  | .0  | 1.0 | 1.7  |
| 2011              | «Маямі Гіт»          | 9  | 8  | 11.6 | .467 | .000 | .667 | 3.6 | .3  | .0  | .3  | 3.6  |
| Усього за кар'єру | Усього за кар'єру    | 80 | 72 | 26.5 | .477 | .154 | .744 | 6.9 | .9  | .3  | 1.1 | 10.2 |

## Робота в клубі
11 січня 2012 року Ілгаускас повернувся до «Клівленда», але тепер як помічник генерального менеджера клубу Кріса Гранта. У його обов'язки входить пошук та розвиток молодих талантів та аматорів.

## Особисте життя
Одружений з Дженніфер. Подружжя втратило близнюків під час вагітності. Через деякий час, пара усиновила двох братів з Каунаса, яким тоді було чотири і п'ять років.
2014 року Ілгаускас прийняв американське громадянство, втративши таким чином литовське.